# نورت سیکونک (ماساچوست)
نورت سیکونک (به انگلیسی: North Seekonk) یک منطقهٔ مسکونی در ایالات متحده آمریکا است که در شهرستان بریستول، ماساچوست واقع شده‌است. نورت سیکونک ۳٫۴ کیلومتر مربع مساحت و ۲٬۶۴۳ نفر جمعیت دارد و ۲۶ متر بالاتر از سطح دریا واقع شده‌است.